# Оттирка
Отти́рка (англ. mechanical removal of slime films from ore smalls; нем. mechanische Reinigung f des Kleinerzes von Schlammschichten f pl) — процесс механического удаления шламистых покрытий, плёнок с поверхности зёрен раздробленной или природно-дезинтегрированой руды.
Цель оттирки — повышение эффективности обогащения полезных ископаемых.
Оттирку проводят в контактных чанах, скрубберах, мельницах, истирателях и др.
За операцией оттирки обычно следует обесшламливание в конусах, классификаторах или гидроциклонах. В ряде случаев оттирка может быть интенсифицирована ультразвуковой или реагентной обработкой.